# Hans-Peter Koppe
Hans-Peter Koppe (født 2. februar 1958 i Leipzig) er en tysk tidligere roer og olympisk guldvinder.

## Karriere
Koppes første store internationale resultater kom allerede, da han var juniorroer; han blev således juniorverdensmester i otteren i både 1975 og 1976.
I 1980 kom han som senior med i succesfulde østtyske otter, der havde vundet de seneste fire VM-titler. Her roede han sammen med Bernd Krauß, Jens Doberschütz, Ulrich Kons, Jörg Friedrich, Ulrich Karnatz, Uwe Dühring, Bernd Höing og styrmand Klaus-Dieter Ludwig og var med ved OL samme år i Moskva. Efter at have vundet deres indledende heat sikrede de sig guldet med et forspring i finalen på næsten tre sekunder foran Storbritannien på andenpladsen, mens Sovjetunionen fulgte efter på bronzepladsen.
Koppe kom i 1981 med i østtyskernes firer uden styrmand, der dette år vandt VM-bronze. Året efter var han tilbage i otteren, der denne gang vandt VM-sølv, mens han i sin sidste sæson som eliteroer var med i fireren igen, der denne gang blev nummer fire ved VM.

### Videre karriere
Koppe har studeret ingeniørvidenskab. Efter den tyske genforening arbejdede han som forsikringsagent og som finanskonsulent i entreprenørbranchen.

## OL-medaljer
- 1980:  Guld i otter